# Theileria
Theileria – rodzaj chorobotwórczych pasożytów należących do protista. Należą tutaj:
- Theileria parva – powoduje gorączkę wschodniego wybrzeża Afryki.
- Theileria lawrencei – powoduje corridor disease.
- Theileria annulata – powoduje tropikalną teileriozę bydła
- Theileria mutans – powoduje rzekoma teileriozę
- Theileria hirci – powoduje teileriozę owiec
- Theileria ovis – powoduje teileriozę owiec